# Karel van Baden
Karel Lodewijk Frederik (Karlsruhe, 8 juni 1786 - Rastatt, 8 december 1818) was van 1811 tot 1818 groothertog van Baden.
Hij was de zoon van Karel Lodewijk van Baden en diens eerste gemalin landgravin Frederika Amalia van Hessen-Darmstadt, dochter van Lodewijk IX. Hij had zes zussen en werd overeenkomstig zijn bestemming als troonopvolger opgevoed. Volgens tijdgenoten maakte dit hem tot een eenzame, onzekere en onbegrepen adolescent. In april 1806 trad hij te Parijs in het huwelijk met Stéphanie de Beauharnais, aangenomen dochter van Napoleon Bonaparte.
Hij besteeg de Badense troon na de dood van zijn grootvader Karel Frederik in 1811, daar zijn vader, de aanvankelijke troonopvolger, reeds in 1801 op een reis naar Zweden was verongelukt. Hij maakte na de Slag bij Leipzig een eind aan het verbond met Frankrijk en sloot vrede met Klemens von Metternich. Hij nam deel aan het Congres van Wenen en trad in 1815 toe tot de Duitse Bond. Hierna werd hij plotseling erg ziek. Het gerucht ging dat hij was vergiftigd. De rest van zijn leven werd hij meermaals door ziekte geplaagd.
Karel ondertekende op 22 augustus 1818 een grondwet waarin werd vastgelegd dat de standen (adel, geestelijkheid, universiteiten en steden) vertegenwoordigers voor de landdag mochten kiezen en dat die inspraak hadden in de financiën van het land. Hij stierf op 8 december 1818 en omdat hij zijn beide zoons had overleefd, werd hij opgevolgd door zijn oom Lodewijk I.

## Kinderen
Karel en Stéphanie hadden vijf kinderen, van wie er twee jong stierven:
- Louise Amalia Stephanie (1811-1854)
- Josefine Frederika Louise (1813-1900); gehuwd met Karel Anton van Hohenzollern-Sigmaringen en moeder van koning Carol I van Roemenië
- een zoon (29 september-16 oktober 1812); later werd gespeculeerd dat de beroemde vondeling Kaspar Hauser deze hertogszoon was
- Alexander (1 mei-8 mei 1816)
- Maria Amalia Elizabeth Caroline (1817-1888)

Karel stichtte de Orde van de Leeuw van Zähringen.

## Voorouders
| Voorouders van Karel van Baden | Voorouders van Karel van Baden                                                 | Voorouders van Karel van Baden                                                 | Voorouders van Karel van Baden                                                               | Voorouders van Karel van Baden                                                               | Voorouders van Karel van Baden                                                                      | Voorouders van Karel van Baden                                                                      | Voorouders van Karel van Baden                                                                      | Voorouders van Karel van Baden                                                                      |
| ------------------------------ | ------------------------------------------------------------------------------ | ------------------------------------------------------------------------------ | -------------------------------------------------------------------------------------------- | -------------------------------------------------------------------------------------------- | --------------------------------------------------------------------------------------------------- | --------------------------------------------------------------------------------------------------- | --------------------------------------------------------------------------------------------------- | --------------------------------------------------------------------------------------------------- |
| Overgrootouders                | Frederik van Baden-Durlach (1703-1732) ∞ Amalie van Nassau-Dietz (1710-1777)   | Frederik van Baden-Durlach (1703-1732) ∞ Amalie van Nassau-Dietz (1710-1777)   | Lodewijk VIII van Hessen-Darmstadt (1691–1768) ∞ Charlotte van Hanau-Lichtenberg (1700-1726) | Lodewijk VIII van Hessen-Darmstadt (1691–1768) ∞ Charlotte van Hanau-Lichtenberg (1700-1726) | Lodewijk VIII van Hessen-Darmstadt (1691–1768) ∞ Charlotte van Hanau-Lichtenberg (1700-1726)        | Lodewijk VIII van Hessen-Darmstadt (1691–1768) ∞ Charlotte van Hanau-Lichtenberg (1700-1726)        | Christiaan III van Palts-Zweibrücken (1674–1735) ∞ Carolina van Nassau-Saarbrücken (1704–1774)      | Christiaan III van Palts-Zweibrücken (1674–1735) ∞ Carolina van Nassau-Saarbrücken (1704–1774)      |
| Grootouders                    | Karel Frederik van Baden (1728-1811) ∞ Karoline Luise von Baden (1723-1883)    | Karel Frederik van Baden (1728-1811) ∞ Karoline Luise von Baden (1723-1883)    | Karel Frederik van Baden (1728-1811) ∞ Karoline Luise von Baden (1723-1883)                  | Karel Frederik van Baden (1728-1811) ∞ Karoline Luise von Baden (1723-1883)                  | Lodewijk IX van Hessen-Darmstadt (1719–1790) ∞ Henriëtte Caroline van Palts-Zweibrücken (1721–1774) | Lodewijk IX van Hessen-Darmstadt (1719–1790) ∞ Henriëtte Caroline van Palts-Zweibrücken (1721–1774) | Lodewijk IX van Hessen-Darmstadt (1719–1790) ∞ Henriëtte Caroline van Palts-Zweibrücken (1721–1774) | Lodewijk IX van Hessen-Darmstadt (1719–1790) ∞ Henriëtte Caroline van Palts-Zweibrücken (1721–1774) |
| Ouders                         | Karel Lodewijk van Baden (1755-1801) ∞ Amalia van Hessen-Darmstadt (1754-1832) | Karel Lodewijk van Baden (1755-1801) ∞ Amalia van Hessen-Darmstadt (1754-1832) | Karel Lodewijk van Baden (1755-1801) ∞ Amalia van Hessen-Darmstadt (1754-1832)               | Karel Lodewijk van Baden (1755-1801) ∞ Amalia van Hessen-Darmstadt (1754-1832)               | Karel Lodewijk van Baden (1755-1801) ∞ Amalia van Hessen-Darmstadt (1754-1832)                      | Karel Lodewijk van Baden (1755-1801) ∞ Amalia van Hessen-Darmstadt (1754-1832)                      | Karel Lodewijk van Baden (1755-1801) ∞ Amalia van Hessen-Darmstadt (1754-1832)                      | Karel Lodewijk van Baden (1755-1801) ∞ Amalia van Hessen-Darmstadt (1754-1832)                      |
| Karel van Baden (1786-1818)    |                                                                                |                                                                                |                                                                                              |                                                                                              | | | | |